# Mark Jansen
Mark Jansen (født d. 15. december 1978 i Holland) er en heavy metal guitarist, sanger og sangskriver. Han er en fremtrædende person i symfonisk metal-genren, og han er kendt for sit arbejde med bandet After Forever (1995–2002), Epica (2002–nu), og MaYaN (2010–nu).
I både After Forever og Epica, growlede han og komplimenterede hhv. sangerne Floor Jansen og Simone Simons.

## Diskografi

### After Forever
Studiealbums
- Prison of Desire (2000)
- Decipher (2001)

### Epica
Studio albums
- The Phantom Agony (2003)
- Consign to Oblivion (2005)
- The Divine Conspiracy (2007)
- Design Your Universe (2009)
- Requiem for the Indifferent (2012)
- The Quantum Enigma (2014)
- The Holographic Principle (2016)
- Omega (2021)

Live & Soundtrack albums
- The Score – An Epic Journey (2005)
- The Classical Conspiracy (2009)

### MaYaN
Studio albums
- Quarterpast (2011)
- Antagonise (2014)
- Dhyana (2018)